# Bommiers

Bommiers este o comună în departamentul Indre, Franța. În 1 ianuarie 2022 avea o populație de 320 de locuitori.